# Jason Little
Jason Sidney Little (Darling Downs, 26 de agosto de 1970) es un exjugador australiano de rugby que se desempeñaba como centro.

## Selección nacional
Fue convocado a los Wallabies por primera vez en noviembre de 1989 para enfrentar a Les Bleus y disputó su último partido en agosto de 2000 frente a los Springboks. En total jugó 75 partidos y marcó 21 tries (102 puntos de aquel entonces).

### Participaciones en Copas del Mundo
Disputó tres Copas del Mundo: Inglaterra 1991 resultando campeón, Sudáfrica 1995 cayendo en cuartos de final y Gales 1999 donde se consagró nuevamente campeón y se retiró del seleccionado.
| Mundial                       | Sede       | Resultado        | PJ | Tries |
| ----------------------------- | ---------- | ---------------- | -- | ----- |
| Copa Mundial de Rugby de 1991 | Inglaterra | Campeón          | 5  | 0     |
| Copa Mundial de Rugby de 1995 | Sudáfrica  | Cuartos de final | 3  | 0     |
| Copa Mundial de Rugby de 1999 | Gales      | Campeón          | 6  | 1     |

## Palmarés
- Campeón del The Rugby Championship de 2000.
- Campeón del South Pacific Championship de 1992.
- Campeón del Super 10 de 1994 y 1995.